# Матвиевский, Александр Леонидович

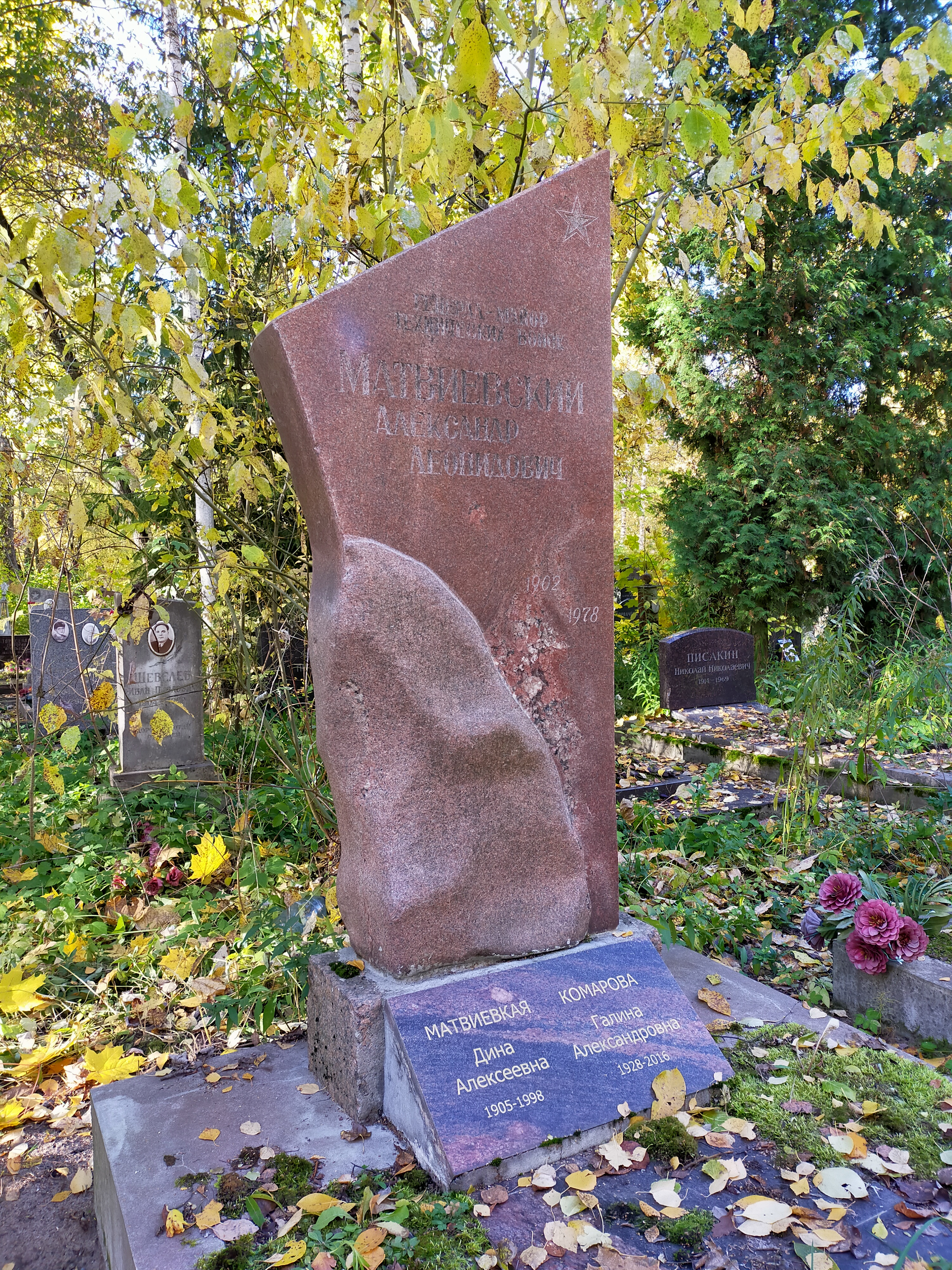
Могила А. Л. Матвиевского на кладбище Памяти жертв 9-го января

Александр Леонидович Матвиевский (7 ноября 1902, Мариинский Посад, Чебоксарский уезд, Казанская губерния — 13 марта 1978, Ленинград) — советский военный инженер, генерал-майор технических войск (1943).

## Биография
В Красной Армии с 1921. Окончил 1-ю Ленинградскую артиллерийскую школу им. Красного Октября (1924), Военно-транспортную академию (1933), Высшие академические курсы Академии Генерального штаба (1954).
В 1939 участвовал в боях на р. Халхин-Гол, в 1940 — в Советско-финляндской войне.
В Великой Отечественной войне начальник автотранспортного отдела штаба Главкома, начальник управления штабов Сталинградского, Донского и Центрального фронтов, в 1943—1945 был начальником управления эксплуатации и перевозок Главного управления Красной Армии.
В 1945—1950 — начальник автотранспортного управления Ленинградского военного округа. В 1950—1953 служил в Войске Польском. С 1954 — начальник факультета Академии тыла и транспорта.
В 1961 год вышел в отставку. Похоронен на кладбище Памяти жертв 9-го января, Санкт-Петербург.

## Работы
Автор ряда публикаций.

## Награждён
- орденами Ленина,
- Красного Знамени (трижды: 1942),
- Отечественной войны 2-й степ. (1943),
- Красной Звезды (1938, за Хасанские бои (1938)),
- Медаль За боевые заслуги 1938, за Бои на Халхин-Голе
- Медаль «За победу над Германией в Великой Отечественной войне 1941—1945 гг.», 1945
- польским орденом «Крест Освобождения Польши»[2][уточнить].